# Kelsey Reinhardt
Pour les articles homonymes, voir Reinhardt.
Kelsey Reinhardt est une actrice américaine de cinéma et de télévision.

## Filmographie
- 2011 : Truth or Drink (court métrage) : Jesse
- 2012 : Flight Facilities: Clair De Lune (court métrage) : Luna
- 2013 : Filter: What Do You Say (court métrage) : Sienna
- 2015 : Dating Dummy (série télévisée) : Chelsea
- 2017 : La Sirena de Rosita Lama Muvdi (court métrage) : Mara
- 2014-2017 : Transparent (série télévisée) : Sarah jeune, Sarah à 18 ans
- 2018 : We Are Unsatisfied : Becca

- 2019 : Run the Race : Ginger
- 2024 : The Night They Came Home : Jolene PALMER